# Avril 1832

## Événements
- France : le premier cas de choléra s'est manifesté rue Mazarine le 22 mars. L'épidémie fera 12 733 morts en avril. Elle prendra fin en septembre. Le choléra frappe à Bordeaux, Marseille, après Paris (?).

- 1er avril : Casimir Perier en compagnie du duc d'Orléans visite les malades du choléra à l'Hôtel Dieu.
- 1er - 3 avril : émeute des chiffonniers qui se révoltent contre l'enlèvement des immondices ordonné par les autorités pour assainir la ville ravagée par le choléra.
- 3 avril, France, chemin de fer : ouverture de la ligne Saint-Étienne - Lyon entre Givors et Lyon.
- 6 avril : début de la guerre du faucon noir (Black Hawk War), la dernière guerre indienne importante à l’est du Mississippi, en Amérique du Nord. Le chef Black Hawk est vaincu et capturé. Les Fox et les Sacs de l’Illinois sont déplacés à l’ouest du Mississippi.
- 8 avril, France : réforme du Code pénal et création de la détention (art. 7 & 20). La déportation est remplacée transitoirement par la détention perpétuelle (article 17).
- 10 avril, France : loi condamnant les membres de la famille de Charles X au bannissement perpétuel. La loi sera ensuite étendue aux Bonaparte.
- 17 avril, France : loi apportant divers adoucissements à la contrainte par corps.
- 20 avril, France : Le Globe cesse de paraître.
- 21 avril, France :
  - clôture de la cession parlementaire;
  - loi supprimant la Loterie royale à compter du 1er janvier 1836.
- 23 avril, Paris, France : Louis-Napoléon séjourne clandestinement avec sa mère à l'hôtel de Hollande, 16 rue de la Paix. Il soigne une rougeole. Casimir Perier leur rend visite. Ils restent jusqu'au 6 mai.
- 28 avril, France :
  - loi réformant le Code pénal et le Code d’instruction criminelle, l’un des grands textes législatifs de la monarchie de Juillet : suppression des châtiments corporels, abolition de la peine de mort dans neuf cas, extension importante du domaine d’application des circonstances atténuantes ;
  - débarquement de la duchesse de Berry en Provence, près de Marseille, où elle tente de fomenter une insurrection royaliste. Ce premier coup de main sera suivi d'une tentative de soulèvement en Vendée.

## Naissances
- 5 avril : Jules Ferry, homme politique français († 1893).
- 13 avril : James Wimshurst (mort en 1903), ingénieur anglais.
- 15 avril : Wilhelm Busch, dessinateur britannique († 1908).
- 19 avril : Jules Gosselet (mort en 1916), géologue français.

## Décès
- 16 avril : Alexandre Henri Gabriel de Cassini (né en 1781), magistrat et botaniste français.
- 19 avril : André Laugier (né en 1770), chimiste et minéralogiste français.
- 28 avril : Friedrich Gottlob Hayne (né en 1763), botaniste allemand.